# Syahrizal Syahbuddin
Syahrizal Syahbuddin (n. Bireuën, Indonesia, 2 de octubre de 1993) es un jugador de fútbol para la selección de Indonesia. Es el primer jugador de Indonesia que juega en Paraguay.

## Trayectoria de fútbol

### Clubes
| Club                   | País      | Año       |
| ---------------------- | --------- | --------- |
| Sportivo Trinidense    | Paraguay  | 2011      |
| Atlántida              | Paraguay  | 2011      |
| PSSB Bireuen           | Indonesia | 2011–2012 |
| Persija Jakarta        | Indonesia | 2013–2014 |
| Mitra Kukar Tenggarong | Indonesia | 2015–     |

## Estadísticas
| Club                | Temporada | Liga                | Liga | Liga  | Continental | Continental | Otro | Otro  | Total | Total |
| Club                | Temporada | División            | PJ   | Goles | PJ          | Goles       | PJ   | Goles | PJ    | Goles |
| ------------------- | --------- | ------------------- | ---- | ----- | ----------- | ----------- | ---- | ----- | ----- | ----- |
| Sportivo Trinidense | 2011      | División Intermedia | ?    | ?     | -           | -           | -    | -     | ?     | ?     |
| Atlántida           | 2011      | Primera División C  | ?    | ?     | -           | -           | -    | -     | ?     | ?     |
| Total               | Total     | Total               | -    | -     | -           | -           | -    | -     | -     | -     |

### Selección
En 2014 hizo su debut para la selección de Indonesia contra la República Dominicana. Fue parte del plantel de la selección sub-23 de Indonesia que logró 2.º puesto y medallas de plata en los Islamic Solidarity Games de 2013.